# Veratrilla burkilliana
Veratrilla burkilliana là một loài thực vật có hoa trong họ Long đởm. Loài này được (W.W. Sm.) Harry Sm. miêu tả khoa học đầu tiên năm 1967.